# Fontaine Charlemagne
La fontaine Charlemagne est installée derrière l'église Saint-Paul-Saint-Louis au 9 rue Charlemagne dans le 4e arrondissement de Paris.

## Historique
La construction de la fontaine sur la rue des Prêtres Saint-Paul (actuelle rue Charlemagne) fut approuvée par l'arrêté préfectoral du mois d'août 1840 pour être située contre un mur de presbytère de l'ancien Église Saint-Paul. La fontaine est construite en 1840, sous la monarchie de juillet au chevet de l'église Saint-Paul-Saint-Louis et avoisinant le Lycée Charlemagne. 

## Description
Sur le fronton de la fontaine figurent les armes de Paris et l'inscription ANNEE avec des chiffres romaines M.DCCC.XL qui mentionnent la date de la création de la fontaine, 1840. La fontaine est en forme d'une niche voutée, ornée de motifs en relief des plantes et des animaux aquatiques. La vasque en fonte  est portée par des dauphins et décorée d'une statue d'enfant souriant, les bras levés, portant une coquille. L'eau se déverse de la coquille dans le bassin par les minces filets pour rejaillir dans la gueule des poissons sous la vasque. La partie en fonte provient de la fonderie du Val d'Osne (Haute-Marne) ce qui  fait penser que la partie pierre et la partie fonte n'ont pas la même ancienneté.  

## Galerie

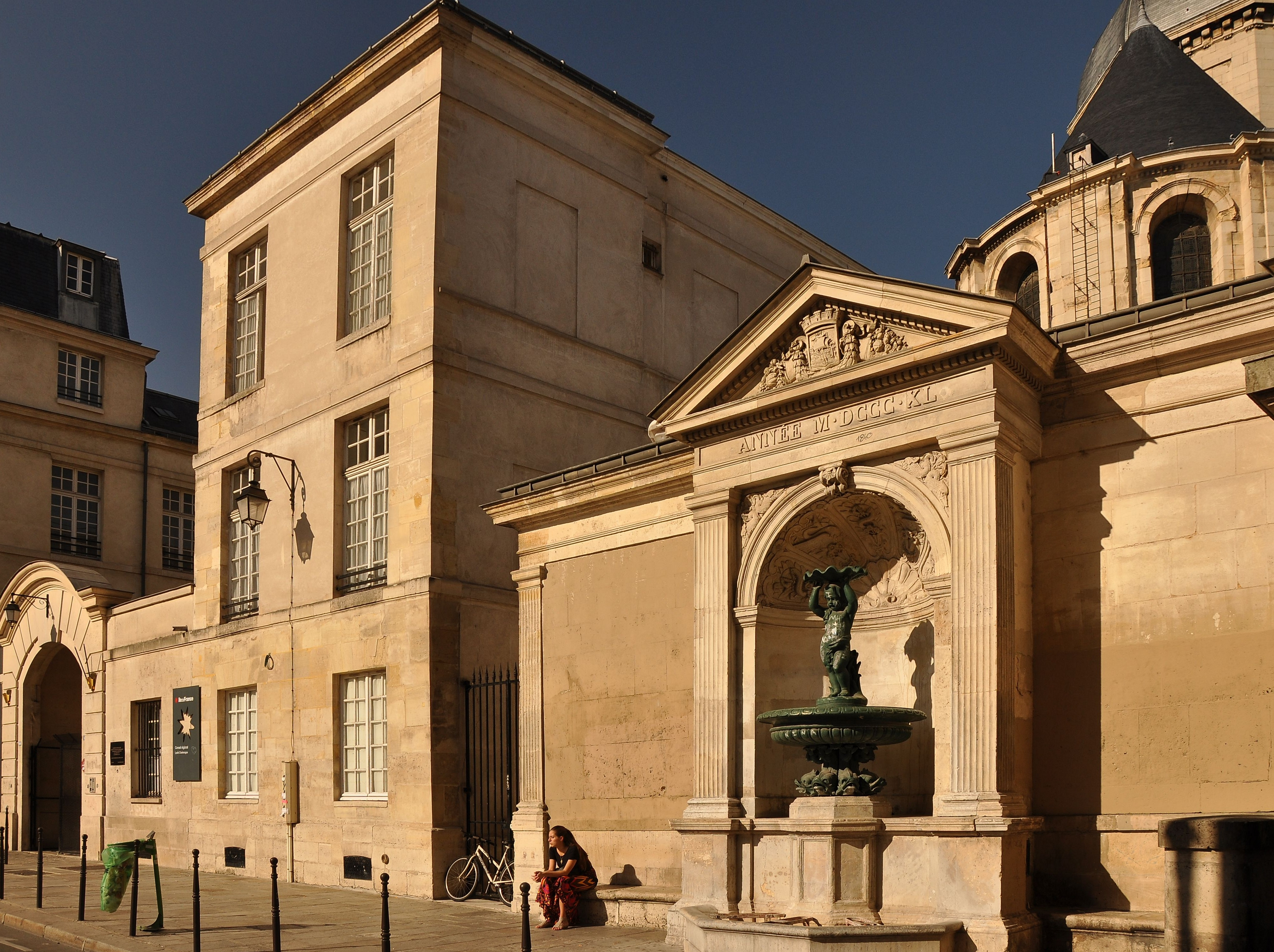
Vue d'ensemble côté rue Charlemagne.
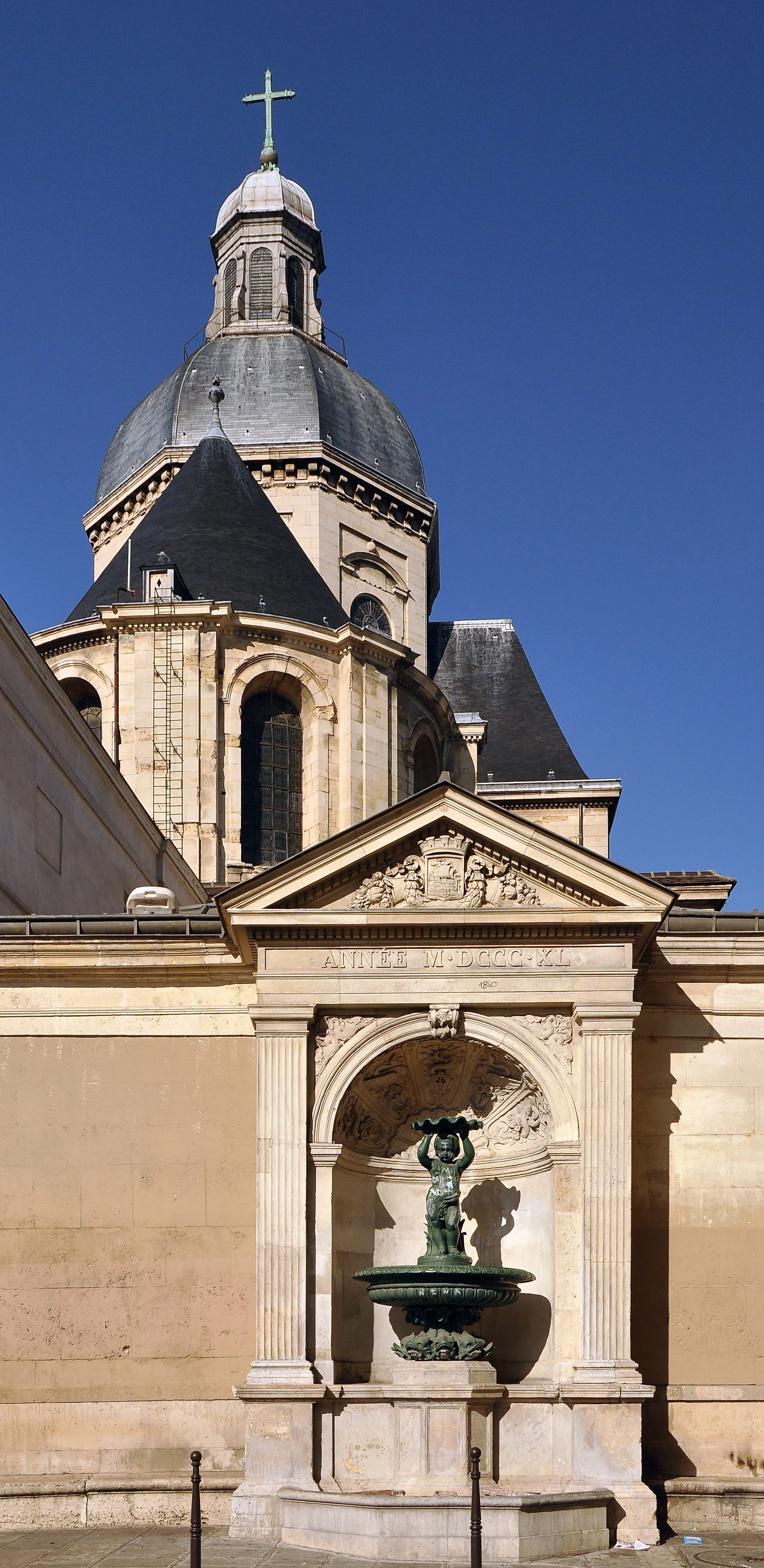
Sur le fond de l’Église Saint-Paul-Saint-Louis.
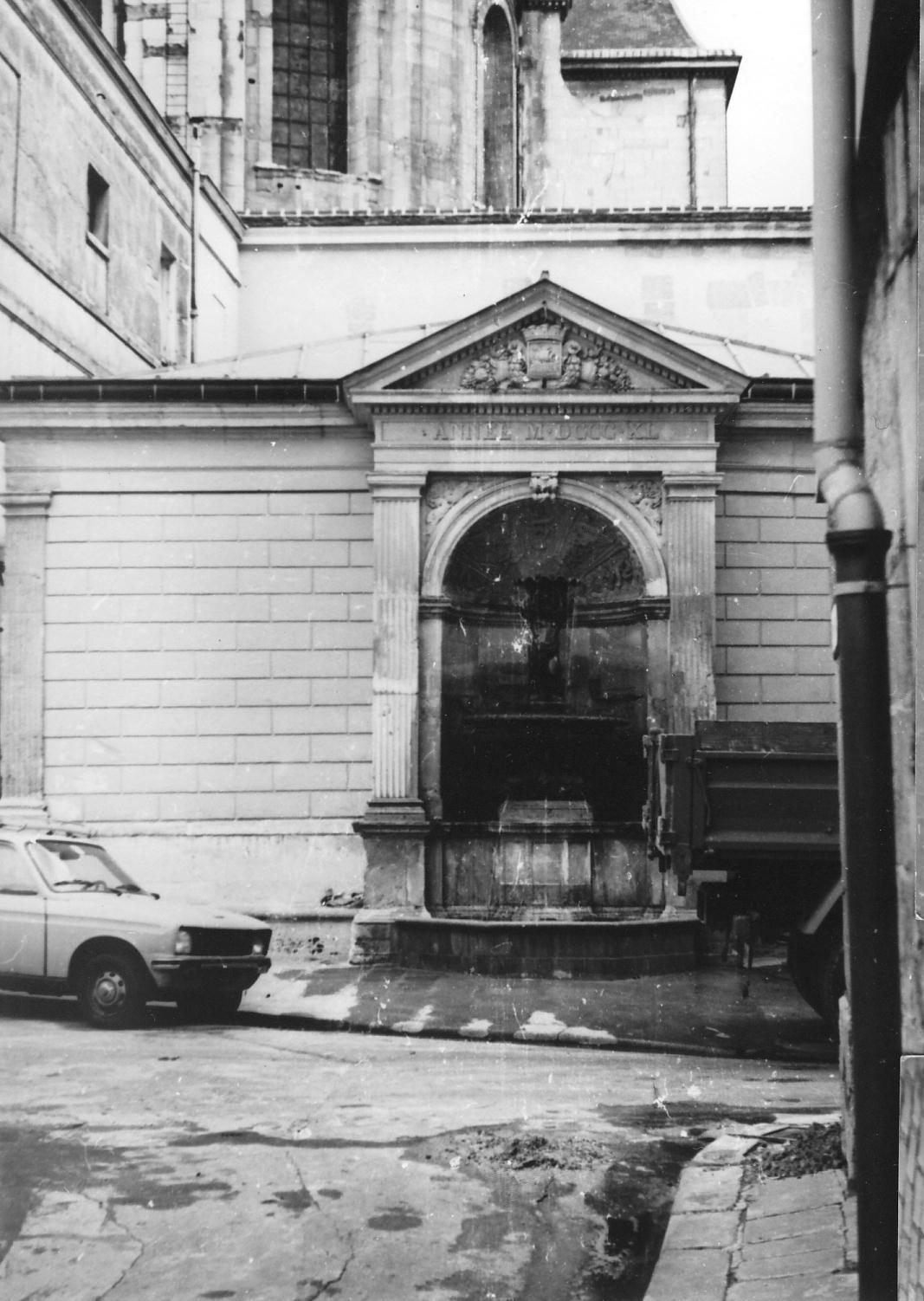
Fontaine en 1981 avant la rénovation.